# Fitzhugh Lee
Fitzhugh Lee (ur. 1835, zm. 1905) – amerykański dyplomata, oficer, generał kawalerii armii Konfederacji podczas wojny secesyjnej, jak również US Army podczas wojny amerykańsko-hiszpańskiej. Kuzyn Roberta E. Lee.

## Życiorys
Lee urodził się w Clermont, w stanie Wirginia. Należał do rodziny o wielopokoleniowych tradycjach wojskowych: był wnukiem Henry’ego „Light Horse Harry” Lee, bratankiem Roberta Lee, kuzynem George’a Lee. Jego ojciec, Sydney Smith Lee był kapitanem floty i służył pod komandorem Matthew Perrym na wodach japońskich. Jego matka zaś była wnuczką George’a Masona oraz siostrą Jamesa Murraya Masona.
Lee ukończył studia w Akademii Wojskowej w West Point w 1856 roku, po czym został mianowany podporucznikiem w 2. Regimencie Kawalerii (później przemianowanym na 5 Regiment Kawalerii, dowodzonym przez Alberta Sidneya Johnstona. Zasłużył się podczas akcji zbrojnych w 1859 roku prowadzonych przeciwko Komanczom w Teksasie; pod Nescutunga został poważnie ranny. W maju 1860 roku został mianowany instruktorem kawalerii w West Point, jednakże zrezygnował z tego stanowiska po secesji Wirginii.

### Wojna secesyjna

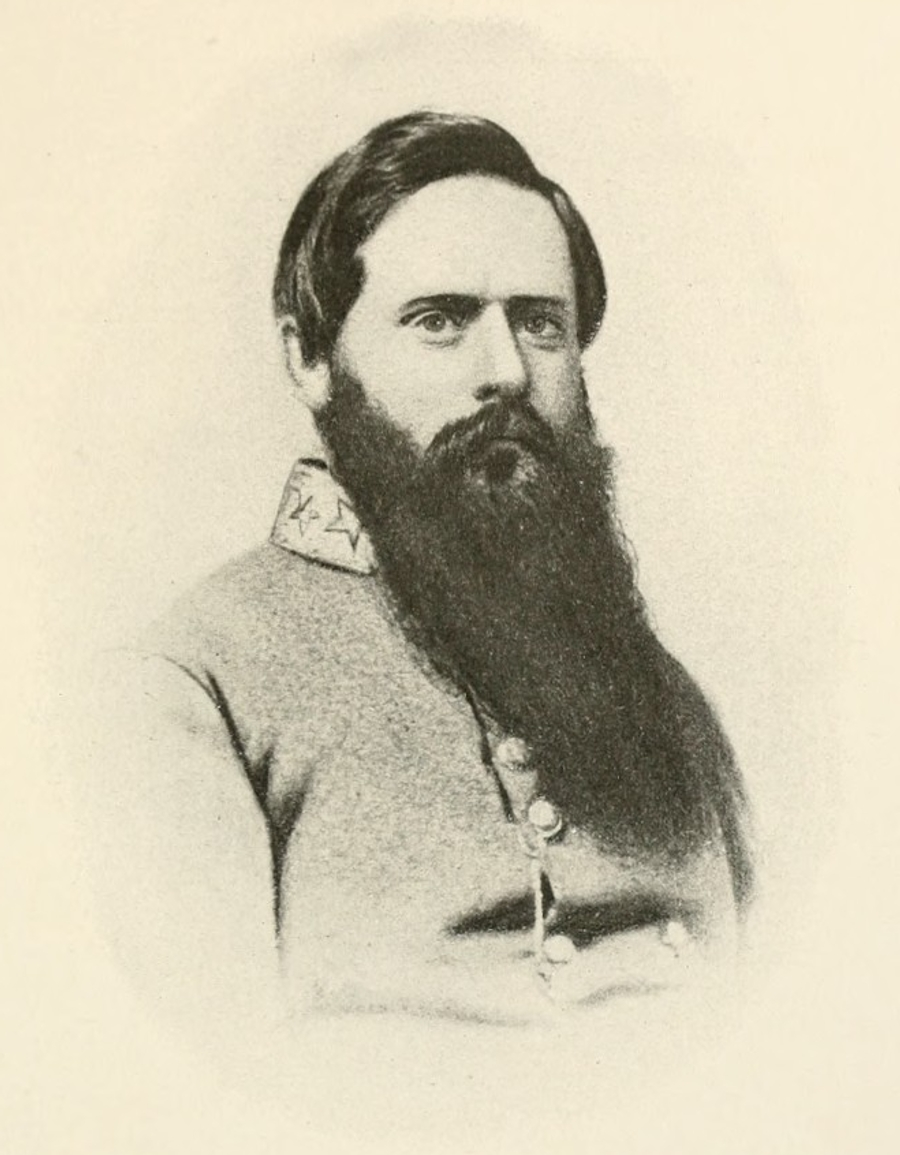
Generał Fitzhugh Lee

Dołączył do armii Konfederacji jako porucznik kawalerii, służąc początkowo jako oficer sztabowy gen. bryg. Richarda Ewella nad Bull Run. Awansował na podpułkownika 1. Regimentu Kawalerii pułkownika Jeba Stuarta w sierpniu 1861 roku. W marcu 1862 mianowano go pułkownikiem i głównodowodzącym, jednakże już 24 lipca został awansowany na generała brygady. Podczas kampanii w północnej Wirginii okrył się niesławą, spóźniając się na zgrupowanie kawalerii, przez co konnica federalna dokonała najazdu na kwaterę główną Stuarta, zdobywając osławiony kapelusz i pelerynę tego ostatniego. Jednak podczas rajdu kawalerii konfederackiej na Catlett’s Stattion zdobył galowy mundur generała Unii Johna Pope’a, który podarował Stuartowi w charakterze rekompensaty za poniesioną stratę.
Ponownie odznaczył się podczas kampanii marylandzkiej, osłaniając odwrót piechoty spod South Mountain poprzez opóźnienie natarcia wojsk federalnych na Sharpsburg, idących nad Antietam oraz osłaniając przeprawę przez Potomak. Pod Kelly’s Ford (17 marca 1863) błysnął zdobywając tabun 150 koni, przy utracie zaledwie 14 z 400 żołnierzy. Pod Chancellorsville dokonał rekonesansu prawej flanki armii Unii, umożliwiając atak gen. dyw. Thomasa „Stonewalla” Jacksona.
Po Chancellorsville Lee został powalony atakiem reumatyzmu – trwające miesiąc leczenie spowodowało, iż nie mógł wziąć udziału w bitwie pod Brandy Station. Wyzdrowiał na czas, by poprowadzić brygadę z dywizji Jeba Stuarta we wczesnych dniach kampanii Gettysburskiej – wykazał się pod Carlisle. Raport bitewny napisany przez Stuarta wymieniał tylko Lee, jako „jednego z najlepszych dowódców kawalerii w całym kontyngencie, całkowicie [zasługującego] na awans”. 3 sierpnia 1863 roku został awansowany na generała dywizji.
Podczas kampanii w Overlandzie oraz pod Petersburgiem w 1864 działał jako dowódca dywizyjny pod Stuartem, a po jego śmierci, pod gen. dyw. Wade’em Hamptonem. Mimo umiejętności, Lee nie był w stanie przebić się przez defensywę unijnych oddziałów murzyńskich, broniących Fortu Pocahontas w hr. Charles City.
Brał udział w kampanii gen. br. Jubala Early’ego przeciwko gen. dyw. Philipowi Sheridanowi (w dolinie Shenandoah oraz pod Winchesterem) – został ciężko ranny, po zastrzeleniu pod nim trzech kolejnych koni. Kiedy Hampton został odesłany do Karoliny Północnej na odsiecz wojskom generała Josepha Johnstona, dowództwo nad całym kontyngentem kawalerii przypadło Lee (29 marca 1865). Nie nacieszył się nową funkcją zbyt długo, gdyż już 9 kwietnia doszło do kapitulacji wojsk Konfederacji po bitwie pod Appomattox Court House, w której młody generał poprowadził ostatnią szarżę Południa.

### Kariera powojenna

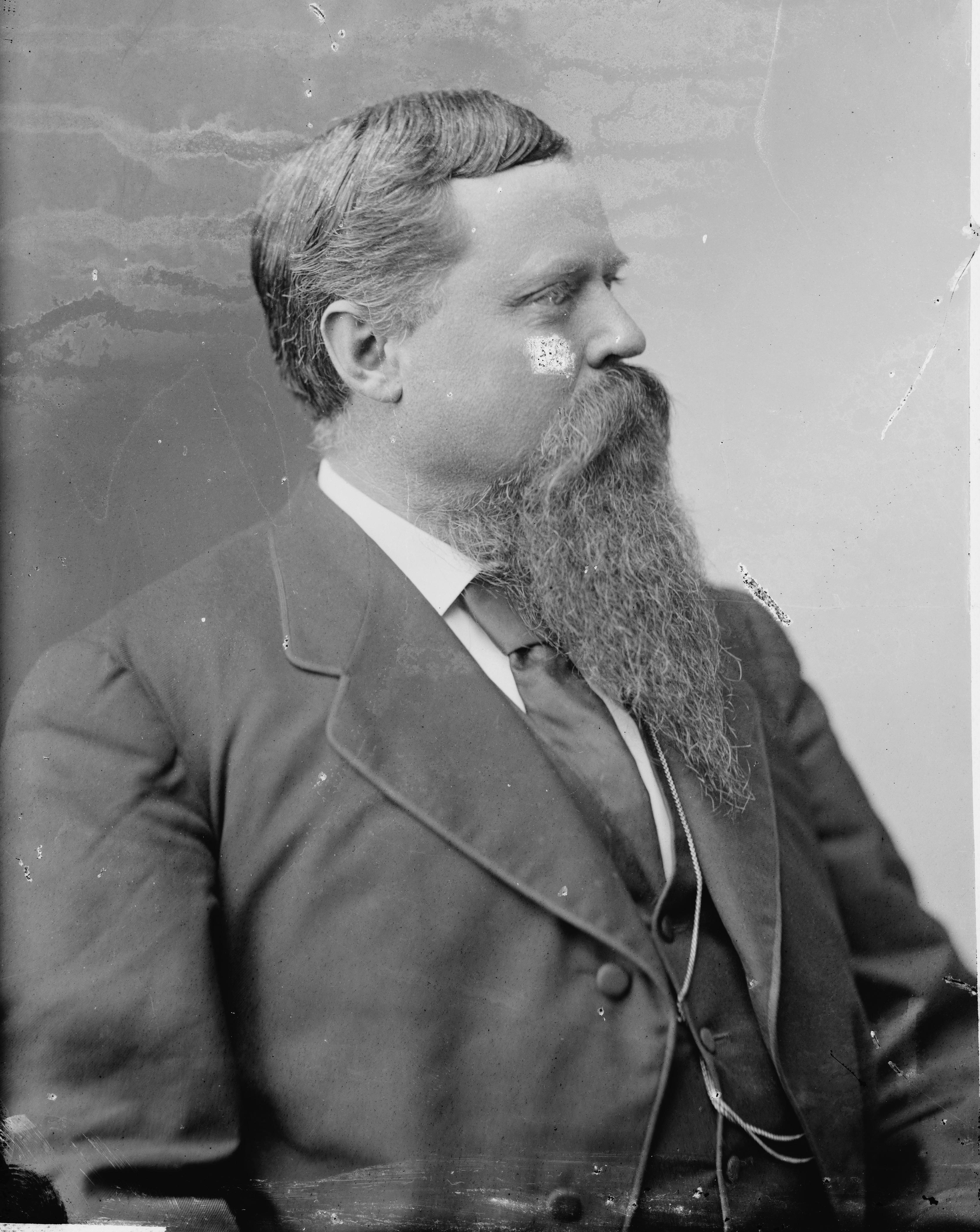
Lee po wojnie

Po wojnie zajął się farmerstwem w hr. Stafford, jednocześnie intensywnie działając w grupach sympatyzujących z ideą niepodległego Południa. W 1875 roku przybył na obchody setnej rocznicy bitwy pod Bunker Hill w Bostonie, gdzie wygłosił znakomitą przemowę. W 1885 został członkiem zarządu wizytacji Akademii w West Point, zaś w latach 1886-1890 pełnił urząd gubernatora Wirginii.
Lee dowodził trzecią dywizją podczas obu parad inauguracyjnych prezydenta Grovera Clevelanda w 1885 i 1893 roku.
W kwietniu 1896 roku został mianowany przez prezydenta Clevelanda generałem-konsulem w Hawanie, gdzie zajmował się sprawami zarówno konsularnymi jak i dyplomatyczno-militarnymi. Z tego stanowiska mógł zdać szczegółowy raport dotyczący zatopienia okrętu wojennego USS Maine. Po wypowiedzeniu wojny Hiszpanii przez rząd USA, ponownie wstąpił do armii.
Był jednym z trzech eks-konfederackich głównodowodzących, którzy wstąpili do US Army. Dowodził VII Korpusem Armii, jednakże nie wziął udziału w walkach na Kubie. Był wojskowym gubernatorem Hawany i Pinar del Río od 1893 roku. Przeszedł na emeryturę w 1901, jako generał brygady. Zmarł w Waszyngtonie i został pochowany na Hollywood Cemetery w Richmond.
Lee jest autorem artykułu dotyczącego Roberta Lee Great Commanders („Wielcy dowódcy”) (1894) oraz Cuba’s Struggle Against Spain („Walka Kuby przeciwko Hiszpanii”) (1899).